# Majungan
Majungan is een bestuurslaag in het regentschap Pamekasan van de provincie Oost-Java, Indonesië. Majungan telt 1821 inwoners (volkstelling 2010).